# Blues’n’jazz (Rapperswil-Jona)
Das Musikfestival blues’n’jazz rapperswil-jona findet alljährlich im Juni am Ufer des Zürichsees in Rapperswil-Jona SG statt.
Während der zweitägigen Veranstaltung (Freitag, Samstag) werden auf drei Bühnen auf dem Fischmarktplatz, Curtiplatz und am Kapuzinerzipfel jedes Jahr 20 Konzerte gegeben.
Gemeinsam mit der Festivalveranstalterin organisieren die Evangelisch-reformierte Kirchgemeinde Rapperswil-Jona und die Katholische Kirche in Rapperswil-Jona für den Sonntagmorgen nach dem Festival jedes Jahr einen ökumenischen Gottesdienst mit einem Gospelkonzert (Bühne Curtiplatz).
Das blues'n'jazz rapperswil-jona wurde erstmals 1999 durchgeführt. Zu der schweizweit und auch im Ausland bekannten Veranstaltung kommen jährlich bis zu 20 000 Besucher; in den besten Zeiten waren es jährlich bis zu 35 000.
Neben Schweizer Musikern gastierten auch internationale Künstler. Dazu gehörten: Bernard Allison, Brian Auger, Otis Clay, Guy Davis, Robben Ford, Kenny Neal, Louisiana Red, Ten Years After, Nick Moss, Jon Cleary, Roger Chapman, Campbell Brothers, Candy Dulfer, Eric Burdon, Walter Trout, Incognito, Dr. Feelgood, Chucho Valdés, Al McKay’s Earth, Wind & Fire Experience, Manfred Mann’s Earth Band, Level 42, Ana Popović, Louisiana Red, Roger Hodgson, Melanie Fiona, Sonny Landreth, Nigel Kennedy, Beverley Knight, Popa Chubby, The Commodores, Sharon Corr, Mike & The Mechanics, Eddie Palmieri, 2Cellos, Dana Fuchs, Jimmy Cliff, Matt Bianco, Joe Satriani, Samantha Fish, Eric Bibb, James Arthur, Joss Stone, Jan Delay & Disko No. 1, Bob Geldof, Toronzo Cannon, Big Daddy Wilson und Walter Trout.